# Поджарье
Поджарье — деревня в Окуловском муниципальном районе Новгородской области, относится к Боровёнковскому сельскому поселению.
Деревня расположена на Валдайской возвышенности, с восточной стороны главного хода Октябрьской железной дороги, в 23 км к северо-западу от Окуловки (65 км по автомобильной дороге), до административного центра сельского поселения — посёлка Боровёнка 8 км (10 км по автомобильной дороге).
С западной части главного хода Октябрьской железной дороги расположена деревня Вялка.
| 2010 |
| ---- |
| 5    |

## История
В Новгородской губернии деревня Пожарье была приписана к Пожарской волости Крестецкого уезда, а с 30 марта 1918 года Маловишерского уезда. До 2005 года деревня входила в число населённых пунктов подчинённых администрации Торбинского сельсовета.

## Транспорт
Ближайшая железнодорожная станция расположена в 7 км северо-западнее в посёлке Торбино, а остановочный пункт электропоездов в Вялке.